# Lake Placid 2
Lake Placid 2 ist ein US-amerikanisch-bulgarischer Tierhorrorfernsehfilm von David Flores aus dem Jahr 2007. Es handelt sich um die Fortsetzung von Lake Placid aus dem Jahr 1999 von David E. Kelley.

## Handlung
Die zwei Forscher Frank Mills und David Tillman fahren auf einem Schlauchboot auf dem Lake Placid. Plötzlich wird Tillman ins Wasser gezerrt und von einem Krokodil getötet. Frank meldet dies dem Sheriff James Riley in Aroostook County, Maine und zeigt diesem Tillmans abgetrennte Körperteile. James, Frank und der Wildlife Officer Emma Warner wagen sich auf den See, wo sie nach kurzer Zeit auf weitere Überreste von Tillman stoßen. Währenddessen werden die drei Freunde Mike, Edie und Sharon von einem Krokodil getötet, als sie im See schwimmen. James, Emma und Frank halten am Haus von Sadie Bickerman, einer älteren Einsiedlerin, die angeblich die Krokodile angefüttert hatte, und wollen sie über ihre vermisste Schwester Delores befragen. Sie weigert sich allerdings, diese Frage zu beantworten oder sie ins Haus zu lassen. Ein Wilderer namens Jack Struthers und sein Assistent Ahmad landen währenddessen mit ihrem Flugzeug auf dem See. Sie verfolgen das Ziel, die Krokodile zu töten.
Der Sohn des Sheriffs, Scott Riley, wandert im Wald und scheint von einem Krokodil verfolgt zu werden. Es stellt sich heraus, dass es Daisy ist, der Hund von Kerri. Scott trifft kurz darauf auf Kerri und ihren Freund Thad. Daisy bellt, als sie Bewegungen im Wasser wahrnimmt. In der Zwischenzeit ereignet sich ein weiterer Vorfall, als Babykrokodile den See unsicher machen. James und seine Gruppe befinden sich wieder in einem Boot auf dem See. Als er abrupt bremst, fällt Frank ins Wasser. Allerdings kann er noch gerade rechtzeitig wieder ins Boot gerettet werden. Als James auf das Krokodil schießen will, befördert dieses die drei erneut ins Wasser. Struthers und Ahmad, die das Krokodil mit ihrem Flugzeug ablenken können, erweisen sich als ihre Rettung.
Rachel und Larry wagen sich zusammen mit Scott, Kerri und Thad zu einem anderen Teil des Sees. Mit dem Team des Sheriffs kommt Deputy Dale Davis an den See, um ein neues Boot zu entladen. Die anderen stellen derweil ein Zelt zum Übernachten auf. Sie sehen ein in einem Seilnetz gefangenes Wildschwein und verfüttern es als Köder an das Krokodil. Als das Krokodil zum Vorschein kommt, wird es unschädlich gemacht und Dale fesselt das Maul mit einem Seil. Doch das Krokodil kann sich befreien, trennt Dales Arm ab und verschlingt ihn. Frank wird dabei gestoßen und verstirbt an den Folgen.
Währenddessen wird Rachel von einem Krokodil getötet, das sie in den See zerrt, während Larry die Flucht gelingt. Die anderen drei der jüngeren Gruppe finden Eier im Wald. Thad zerbricht aus Wut über die Verluste einige Eier und wird dabei von einem Krokodil getötet. Die Gruppe des Sheriffs will nun die Überreste des Wildschweins erneut an ein Krokodil verfüttern. Dabei beschädigen sie versehentlich Struthers’ Flugzeug mit einem Harpunenpfeil. Struthers wird aus dem Flugzeug geschleudert, aber Ahmad kann das Krokodil töten. In der Nacht nähert sich eine Gewitterfront dem See und zwingt die Menschen in ihren Zelten zu verharren. Scott und Kerri haben sich im Unwetter im Wald verlaufen. Sie stoßen auf einen völlig entsetzten Larry. Die Gruppe des Sheriffs schläft tief und fest in ihren Zelten, als plötzlich ein Krokodil ins Lager eindringt, Ahmad angreift und ihn schließlich tötet.
Am nächsten Morgen klettern Scott, Kerri und Larry auf einen Baum, um vor einem Krokodil zu flüchten. Leider fällt Larry vom Baum und wird vom Krokodil getötet. James findet die beiden überlebenden Teenager und tötet das Krokodil mit einem Granatwerfer. Sadie lässt die Teenager zur Sicherheit in ihr Haus. Die beiden können ihr ins Gewissen reden, daher nähert sie sich selbst dem See in dem Bewusstsein, dass ihr die Krokodile nichts tun werden. Sie täuscht sich und wird gefressen. Bei einem weiteren Versuch, ein Krokodil zu töten, wird Emma in einen Kampf verwickelt und kann das Krokodil mit einem gezielten Stich mit einem Klappmesser ins Maul töten. Struthers wird derweil von einem Krokodil enthauptet, bevor James es mit einer explosiven Substanz gemeinsam mit dem Nest erledigen kann.
Am Ende offenbart sich, dass Emma die Eier vor der Explosion aus dem Nest gerettet und zu Forschungszwecken an ein Labor geschickt hat. James verlässt den See und sein Sohn küsst Kerri.

## Hintergrund
Der Film wurde in Bulgarien gedreht, daher wurden viele Nebenrollen mit bulgarischen Schauspielern besetzt. Der Film feierte in den USA seine Premiere am 28. April 2007. In Deutschland erschien der Film erstmals am 20. Dezember 2007 im Fernsehen. Der Start in den Videoverleih gelang erst am 16. September 2014.

## Rezeption
„Minderwertiger Tierhorrorfilm mit bemitleidenswert schlechten Darstellern, einem denkbar schlechten Buch und erbärmlichen CGI-Effekten.“

„Lake Placebo: plumpe Panzerechsen-Posse.“

Cinema urteilt außerdem, dass dieser „vorgeblich ironische Nachklapp der Horrorkomödie von 1999 […] mit lächerlichen Dialogen und miesen Effekten selbst Trashfans zum Umschalten“ treibe.
Der Film erhielt überwiegend schlechte Kritiken. Besonders schwach wurden die Handlung und die Spezialeffekte gesehen.
Auf Rotten Tomatoes hat der Film eine schwache Wertung von 11 % bei neun Reviews. In der Publikumsbewertung der Seite kommt er bei über 2.500 Bewertungen auf eine ebenfalls katastrophale Wertung von 13 %. In der Internet Movie Database hat der Film bei über 6.600 Stimmenabgaben eine Wertung von 3,2 von 10,0 möglichen Sternen.